# Jan Fehse
Jan Fehse (* 4. Juli 1968 in München) ist ein deutscher Kameramann und Filmregisseur.
Jan Fehse wurde Anfang der 1990er Jahre als Kamera-Assistent tätig. Einige Jahre später wurde er selbst Kameramann. Für den Film Tattoo wurde er für den Deutschen Kamerapreis nominiert. Mit dem Film In jeder Sekunde gab er 2008 sein Debüt als Regisseur und wurde mit dem Bayerischen Filmpreis (Regienachwuchspreis) bedacht. 

## Filmografie (Auswahl)
als Kameramann
- 1999: Black Souls (Kismet)
- 2000: Alaska.de
- 2001: Be.angeled
- 2002: Tattoo
- 2002: Blond: Eva Blond! – Das Buch der Beleidigungen
- 2002: Das Duo – Tod am Strand
- 2003: Sams in Gefahr
- 2004: Das Duo – Falsche Träume
- 2005: Es ist ein Elch entsprungen
- 2006: Goldene Zeiten
- 2006: Tatort: Schwarzes Herz
- 2007: Herr Bello
- 2009: Die Rebellin
- 2011: Zimmer 205
- 2012: Yoko
- 2012: Die Holzbaronin
- 2012: Heiter bis wolkig
- 2013: Am Ende der Lüge
- 2014: Nicht mein Tag
- 2014: München Mord: Die Hölle bin ich
- 2015: Vorsicht vor Leuten
- 2015: Die Trapp Familie – Ein Leben für die Musik

als Regisseur
- 2008: In jeder Sekunde
- 2011: Jasmin
- 2015: Storno – Todsicher versichert
- 2017: Unter deutschen Betten
- 2018: Spreewaldkrimi – Tödliche Heimkehr
- 2019: München Mord: Die Unterirdischen
- 2020: München Mord: Was vom Leben übrig bleibt
- 2020: München Mord: Ausnahmezustand
- 2021: München Mord: Der Letzte seiner Art
- 2021: Geliefert
- 2022: München Mord: Schwarze Rosen
- 2023: München Mord: Damit ihr nachts ruhig schlafen könnt
- 2023: Spreewaldkrimi: Bis der Tod euch scheidet